# Фосфид бария
Фосфид бария — бинарное неорганическое соединение бария и фосфора с формулой Ba3P2, чёрные кристаллы, реагирует с водой.

## Получение
- Нагревая в дуговой печи фосфат бария с сажей:

{\displaystyle {\mathsf {Ba_{3}(PO_{4})_{2}+8C\ {\xrightarrow {T}}\ Ba_{3}P_{2}+8CO\uparrow }}}
- Нагревание в вакууме металлического бария и красного фосфора:

{\displaystyle {\mathsf {3Ba+2P\ {\xrightarrow {T}}\ Ba_{3}P_{2}}}}

## Физические свойства
Фосфид бария образует чёрные кристаллы.
Термически устойчив, плавится при высокой температуре.

## Химические свойства
- Разлагается водой с выделением фосфина:

{\displaystyle {\mathsf {Ba_{3}P_{2}+6H_{2}O\ {\xrightarrow {}}\ 3Ba(OH)_{2}+2PH_{3}\uparrow }}}
- Реагирует с кислотами:

{\displaystyle {\mathsf {Ba_{3}P_{2}+6HCl\ {\xrightarrow {}}\ 3BaCl_{2}+2PH_{3}\uparrow }}}